# أندريا بغيتو
أندريا بغيتو (بالإيطالية: Andrea Beghetto) (10 نوفمبر 1994 ببيروجيا في إيطاليا - ) هو لاعب كرة قدم إيطالي في مركز الدفاع. لعب مع نادي بادوفا.

## روابط خارجية
- أندريا بغيتو على موقع قاعدة بيانات كرة القدم.إي يو (الإنجليزية)
- أندريا بغيتو على موقع Soccerway.com (الإنجليزية)